# Wymore
La ville de Wymore est située dans le comté de Gage, dans l’État du Nebraska, aux États-Unis. Sa population s’élevait à 1 457 habitants lors du recensement de 2010, estimée à 1 384 habitants en 2017.

## Histoire
Wymore a été établie en 1881 le long d’une ligne de chemin de fer sur un terrain donné par Sam Wymore. La ville a été peuplée par des Gallois.

## Source
- (en) Cet article est partiellement ou en totalité issu de l’article de Wikipédia en anglais intitulé « Wymore, Nebraska » (voir la liste des auteurs).

1. ↑  (en) « Wymore, Gage County », sur Center for Advanced Land Management Information Technologies, University of Nebraska (consulté le 9 août 2014).
2. ↑  (en) « Population and Housing Unit Estimates » (consulté le 24 mars 2018)
3. ↑  (en) Bureau du recensement des États-Unis, « Census of Population and Housing » [archive du 2 mars 2013] (consulté le 16 octobre 2013)
4. ↑  (en) « Annual Estimates of the Resident Population: April 1, 2010 to July 1, 2012 » (consulté le 16 octobre 2013)